# Chick Webb
William Henry Webb, ps. „Chick” (ur. 10 lutego 1905 w Baltimore, zm. 16 czerwca 1939 tamże) – afroamerykański muzyk jazzowy, perkusista i bandlider.

## Życiorys
Był synem Williama Henry’ego i Marie z d. Johnson. Miał trzy siostry: Bessie, Mabel i Ethel. Będąc małym dzieckiem spadł ze schodów w rodzinnym domu, miażdżąc kilka kręgów. Przeszedł operację, po której jednak nigdy nie odzyskał pełnej sprawności ruchowej. Uraz wywołał gruźlicze zapalenie kręgosłupa, którego skutkiem były niski wzrost i zdeformowana sylwetka, przez co wyglądał na „garbatego karła o dużej twarzy i szerokich ramionach”. Żeby „rozruszać zastałe kości”, lekarz zalecił mu grę na instrumencie muzycznym. Chick wybrał perkusję. Musiał jednak sam na nią zarobić, został więc gazeciarzem.
Mając jedenaście lat po raz pierwszy zagrał na perkusji za pieniądze. Występował wtedy w zespołach grających na statkach spacerowych. W 1924 wyjechał do Nowego Jorku. W 1926 założył w Harlemie własny zespół, kwintet, z którym przez pięć miesięcy grał w klubie The Black Bottom. Z następną formacją – oktetem występował w The Paddock Club. W 1927 wraz ze swoim kolejnym zespołem, Harlem Stompers, pojawił się na estradzie słynnej sali tanecznej The Savoy Ballroom. W niedługim czasie zespół powiększył się do jedenastu członków i pod koniec dekady koncertował na wszystkich głównych scenach jazzowych w Nowym Jorku, takich jak The Cotton Club, The Roseland i The Strand Roof. W 1930 orkiestra  jeździła w trasy koncertowe z rewią „Hot Chocolate”.
W 1931 The Chick Webb Orchestra otrzymała stały angaż w Savoyu, w którym występowała przez następne pięć lat. Wylansowała utożsamiany z nią późniejszy standard swingowy Stomping at the Savoy. Natomiast jej dyrektor stał się jednym z najbardziej cenionych bandliderów i perkusistów nowego stylu – swingu. Chcące zyskać na popularności zespoły stawały do „cutting contest” – „bitwy” big-bandów z jego orkiestrą. Konfrontacje przegrywały m.in. zespoły Counta Basiego, Fletchera Hendersona i Benny’ego Goodmana. Przegrał tylko raz – z orkiestrą Duke’a Ellingtona w 1937. Z jego big-bandem współpracowało wielu wybitnych muzyków takich jak Don Redman, Mario Bauza, Edgar Sampson oraz saksofoniści Benny Carter i Louis Jordan. Ponadto jego wirtuozowski i niezwykle dynamiczny styl gry wpłynął na wielu perkusistów takich jak Buddy Rich, Louie Bellson i Art Blakey.
W 1935 zastąpił dotychczasowego, stałego wokalistę orkiestry, Charlesa Lintona nastoletnią Ellą Fitzgerald. Plotka głosiła, że młodziutka wokalistka zakradła się do jego garderoby z propozycją pójścia do łóżka. Podobno później pozostawali w związku uczuciowym. Prawdą było to, że Ella została główną wokalistką orkiestry. Szybko zyskała popularność i miano „Pierwszej Damy Swingu”. W tym czasie i latach następnych orkiestra z Ellą Fizgerald nagrała dla wytwórni Decca wiele szlagierowych utworów. Jeden z nich A-Tisket, A-Tasket skomponowała Ella (przy współpracy Vana Alexandra) specjalnie dla Webba, żeby podczas choroby podnieść go na duchu.
W 1938 stan jego zdrowia znacznie się pogorszył. Mimo to nie zaprzestał prowadzenia orkiestry ani wyczerpującej gry na perkusji. W czerwcu następnego roku jednak trafił do szpitala Johns Hopkins w Baltimore. Przeszedł poważną operację i wkrótce po niej zmarł. Został pochowany na Arbutus Memorial Park w miejscowości niemunicypalnej Arbutus.
Po jego śmierci do 1942 orkiestrę prowadziła Ella Fitzgerald.

## Życie prywatne
Był żonaty z Marthą Lorettą z d. Ferguson, którą nazywano także imieniem „Sally”.

## Dyskografia
- 1974 Ella Sings, Chick Swings (Olympic)
- 1976  Chick Webb in the 1930's – Bronzeville Stomp (Jazz Archives)
- 2006 Stomping at the Savoy (Proper)
- 2010 A Legend – Chic Webb – Volume One (1929–1936) (Decca)
- 2013 The Complete Chick Webb & Ella Fitzgerald Decca Sessions (Mosaic)

## Upamiętnienie
12 lutego 1940 odbył się w Baltimore „Benefis Chicka Webba”, który zgromadził ok. 7500 osób. Wśród jego uczestników byli m.in. Sally Webb – wdowa po nim, Marie Webb – jego matka,  Mabel Porter – jego siostra, Herbert O’Conor – gubernator stanu Maryland i Joe Louis – bokserski mistrz świata w wadze ciężkiej. Orkiestrę zmarłego benefisanta prowadziła Ella Fitzgerald.

## Uwaga
1. ↑  Istnieją wątpliwości odnośnie do roku jego urodzenia. Akt zgonu i napis na grobie podają datę 1909, natomiast wg narodowego spisu ludności jest to rok 1905[1].